# Ulli Brüchmann
Heinz Ulrich „Ulli“ Brüchmann (* 14. Dezember 1948 in Erfde, Schleswig-Holstein) ist ein deutscher Lehrer, Radiomoderator und niederdeutscher Autor.

## Leben
Ulli Brüchmann wuchs in der Eider- und Treenelandschaft Stapelholm mit der plattdeutschen Sprache auf. Von 1959 bis 1958 besuchte er die Herderschule in Rendsburg. Nach dem Abitur studierte er an der Christian-Albrechts-Universität zu Kiel u. a. Niederdeutsch und wurde Lehrer.
Nebenbei arbeitete Brüchmann beim NDR 1 Welle Nord und machte sich dort in der Sendereihe Hör mal ’n beten to als Autor und Moderator einen Namen. Außerdem veröffentlichte er etliche Bücher und Hörbücher mit plattdeutschen Kurzgeschichten und Glossen. Er engagiert sich noch heute für die plattdeutsche Erwachsenen- und Jugendbildung.
Brüchmann ist verheiratet und lebt in Hohenwestedt.

## Werke
- Dat ward je ümmer schöner!, Verlag Michael Jung, Kiel 1998, ISBN 3-929596-63-6
- Dor büst du platt!: `Hör mal´n beten to´-Geschichten, Verlag Michael Jung, Kiel 2000, ISBN 3-929596-89-X
- Vun nix kümmt nix!: `Hör mal´n beten to´-Geschichten, Verlag Michael Jung, Kiel 2002, ISBN 3-89882-016-5
- Wat´n Wunner ok!: `Hör mal´n beten to´-Geschichten, Verlag Michael Jung, Kiel 2004, ISBN 3-89882-039-4
- Kiek mal an, de Wiehnachtsmann!,  Verlag Michael Jung, Kiel 2005, ISBN 3-89882-054-8
- Rin in´t Vergnögen!, Verlag Michael Jung, Kiel 2005, ISBN 978-3-89882-087-5

## Tonträger
- Schöne Wiehnachten överall! (CD), Irmgard Harder, Ulli Brüchmann, Günter Harte, Jasper Vogt und Walter Zelinski, Verlag Michael Jung, Kiel 2011
- Dat hest di dacht!:`Hör mal´n beten to´-Geschichten, Ulli Brüchmann, Günter Harte, Gerd Lüpke, Wolfgang Sieg, Jasper Vogt, und Walter Zelinski, Verlag Michael Jung, Kiel o. J., ISBN 978-3-89882-031-8